# Universidad Católica (estación)
Universidad Católica es una estación ferroviaria subterránea de la línea 1 de la red del metro de Santiago de Chile, entre Santa Lucía y Baquedano de la misma línea. Se ubica en la Alameda Bernardo O'Higgins a la altura del 270, en la comuna de Santiago.

## Origen etimológico
Su nombre se origina en que la estación se ubica justo bajo la casa central de la Pontificia Universidad Católica de Chile.
Se simbolizaba anteriormente con la silueta de la estatua del Sagrado Corazón de Jesús, conocido simplemente como el Cristo, que corona la fachada de su casa central.

## Características y entorno
Presenta un flujo moderado de pasajeros, correspondiente principalmente a universitarios debido a la gran cantidad de casas de estudio ubicadas en la zona. La estación posee una afluencia diaria promedio de 23 828 pasajeros.
Tiene dos accesos (uno a cada lado de la Alameda Bernardo O'Higgins). En la mesanina se puede ver la escultura de Osvaldo Peña El viaje, instalada en 2009.
En el entorno inmediato de la estación se encuentran, en el lado sur, la Casa Central de la Universidad Católica, con Medicina, Derecho, Comunicaciones y Ciencias Biológicas; el campus Andrés Bello de la Universidad de Chile, donde se ubican las facultades de Economía y Negocios y Arquitectura y Urbanismo; el Hospital de Urgencia Asistencia Pública o Posta Central; el Hotel Crowne Plaza (arquitectos Alemparte Barreta y Asociados); las Torres de San Borja con su parque. 
A pasos de la entrada a la estación, se encuentra la iglesia San Francisco de Borja, de Carabineros de Chile. De estilo neogótico e inspirada en la Sainte Chapelle de París, fue terminada en 1876 con el nombre de Sagrado Corazón de Jesús y servía como capilla del hospital. En noviembre de 1975 fue traspasada a Carabineros de Chile para sus servicios religiosos y en 1982 fue rebautizada con el nombre actual.
Frente a la iglesia se alza el monumento Gloria y victoria, del escultor Héctor Román, homenaje a los carabineros caídos en servicio. Al lado se ubica el edificio de la Mutual de Seguridad (arquitecto José Gabriel Alemparte, 1999, cuando integraba la Sociedad Alemparte Barreda y Asociados). 
En 2016 instalaron unos murales de mosaico —Me lo contó un chincolito, obra de la artista visual Valeria Merino—, en la boca sur de la estación. 
En la acera de enfrente de la Alameda Bernardo O'Higgins, está el Centro Cultural Gabriela Mistral (GAM), además del barrio Lastarria.

### Accesos
| Acceso | Intersección                         |
| ------ | ------------------------------------ |
| A      | Alameda con José Victorino Lastarria |
| B      | Alameda con Av. Portugal             |

## MetroArte
La estación cuenta con una escultura realizada por el escultor Osvaldo Peña, titulada El Viaje. En esta escultura se retrata a una persona caminando por un estrecho camino amarillo, simulando lo que hace un pasajero del servicio cada día: realizando un viaje corto que se repite diariamente. La estatua, la cual está hecha de acero, fue instalada en la estación en 2009, aunque anteriormente se podría encontrar en la estación Pedro de Valdivia (donde se instaló originalmente en 1998).
Además, en el acceso hacia la Avenida Portugal, se encuentra Me Lo Contó un Chincolito, una obra de la artista Valeria Merino. Está compuesto por mosaicos y en cada uno se retratan distintos hitos pertenecientes al Barrio San Borja. El mural no es parte del proyecto MetroArte, sino que surgió a través de una iniciativa iniciada por los vecinos del barrio, en colaboración con Metro de Santiago y la Pontificia Universidad Católica de Chile.

## Galería

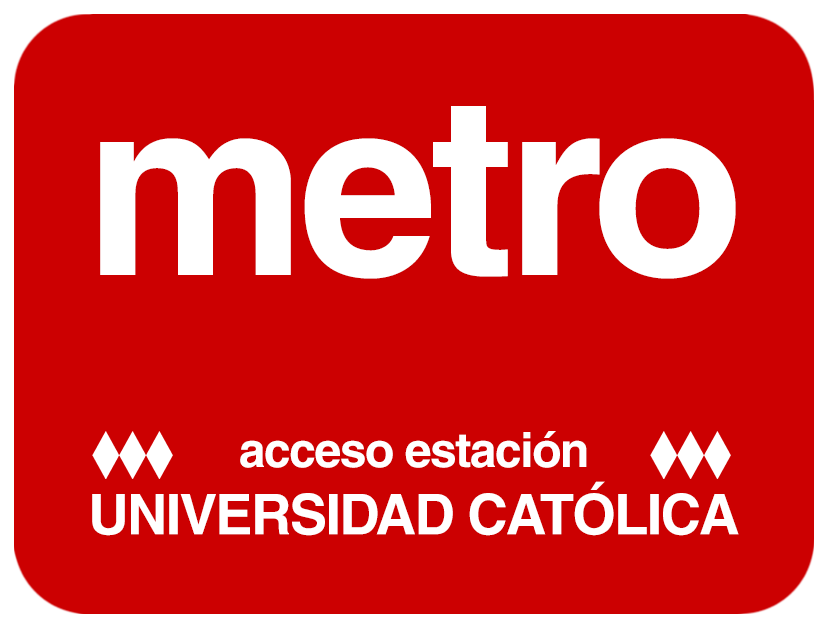
Letrero utilizado en los accesos a la estación hasta 1997.
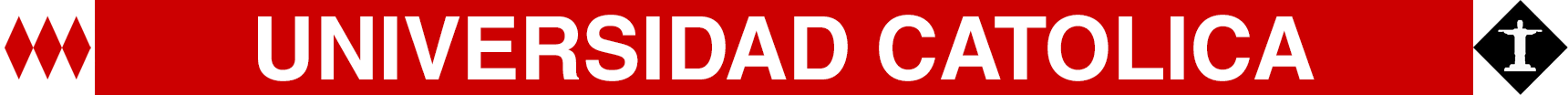
Cenefa antigua utilizada en los andenes.
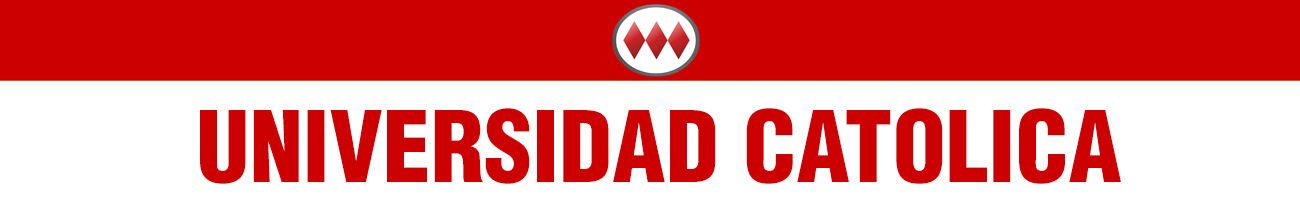
Cenefa utilizada actualmente en los andenes.
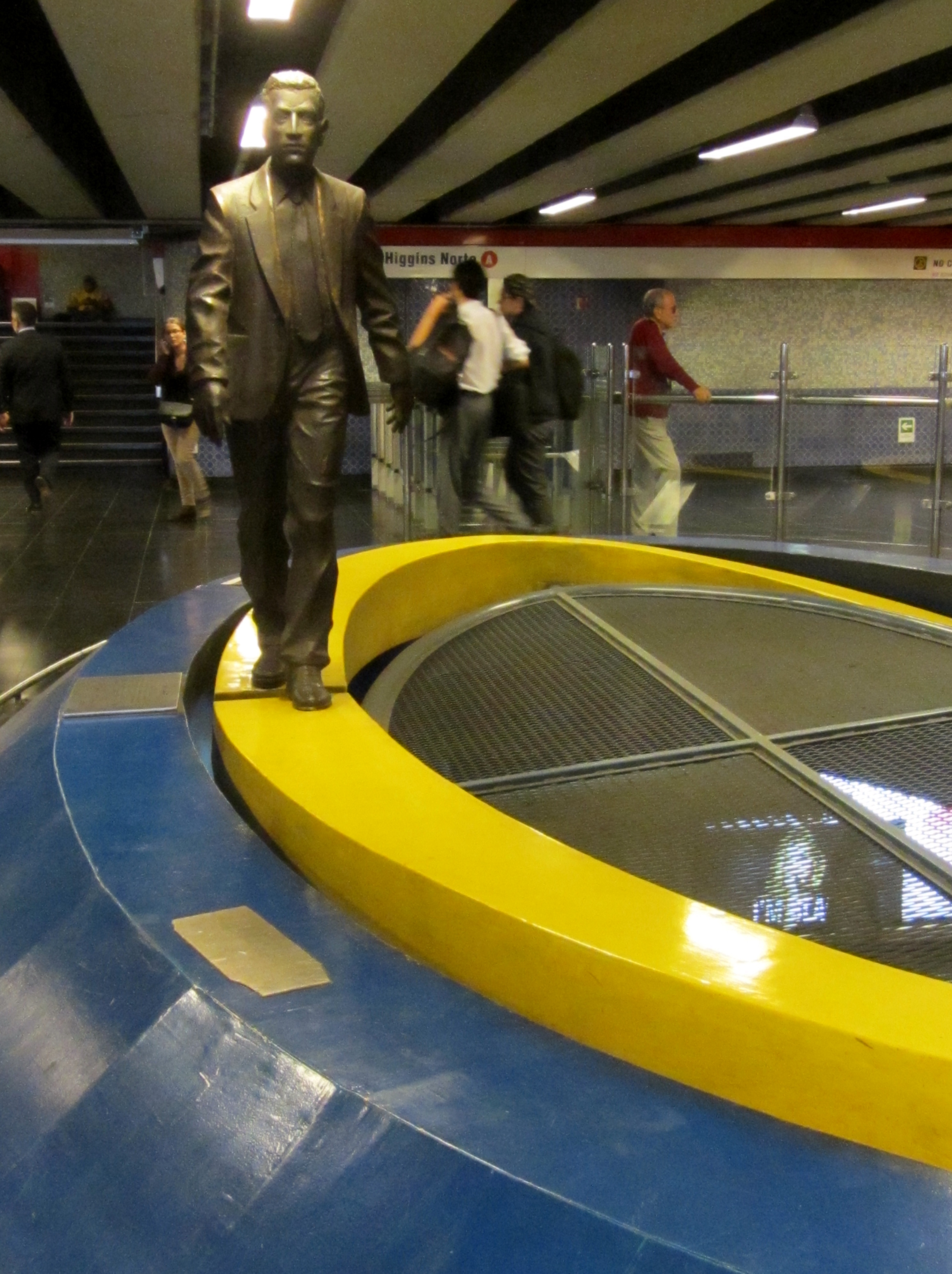
El viaje, de Osvaldo Peña.
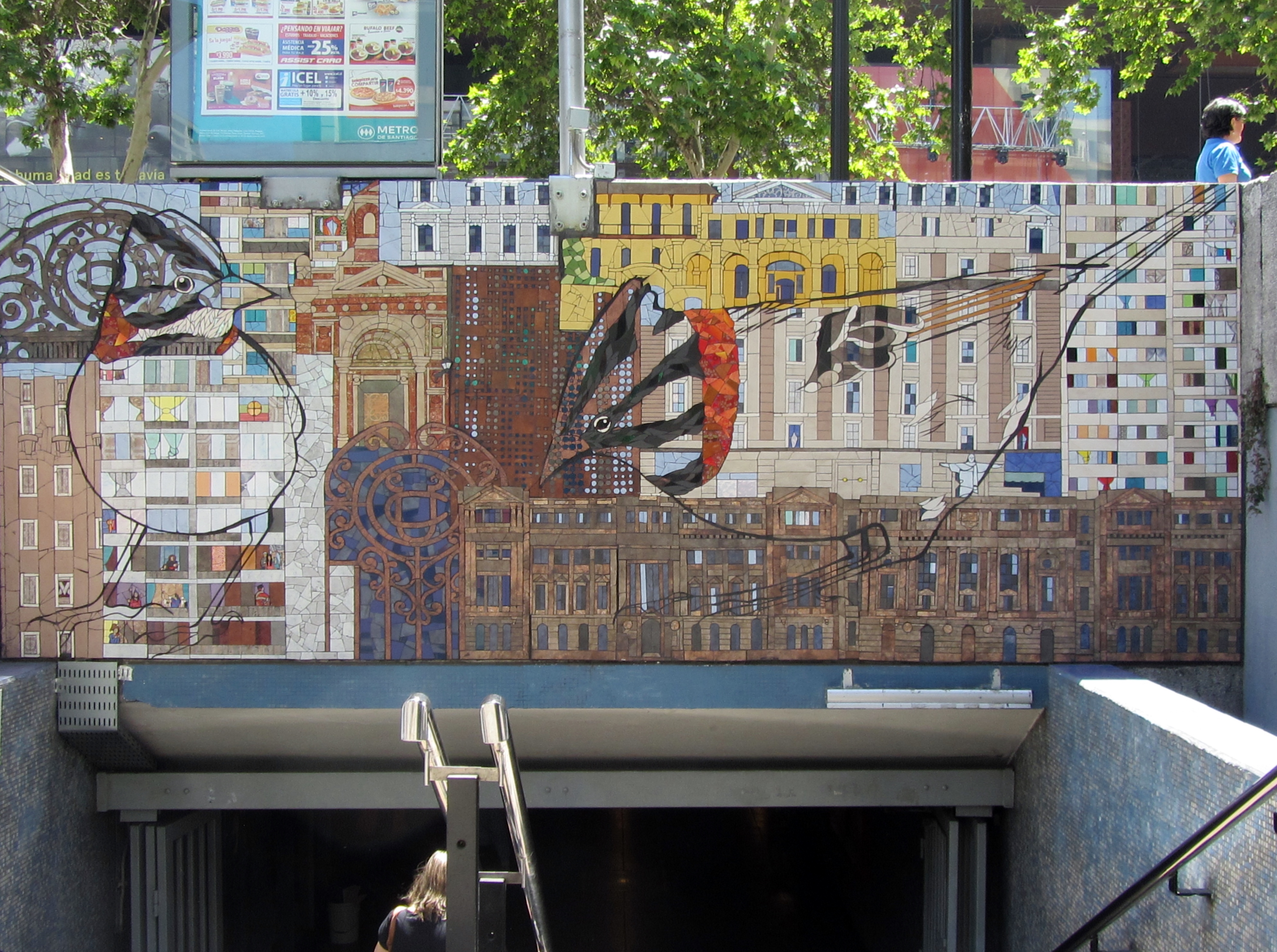
Me lo contó un chincolito, de Valeria Merino.
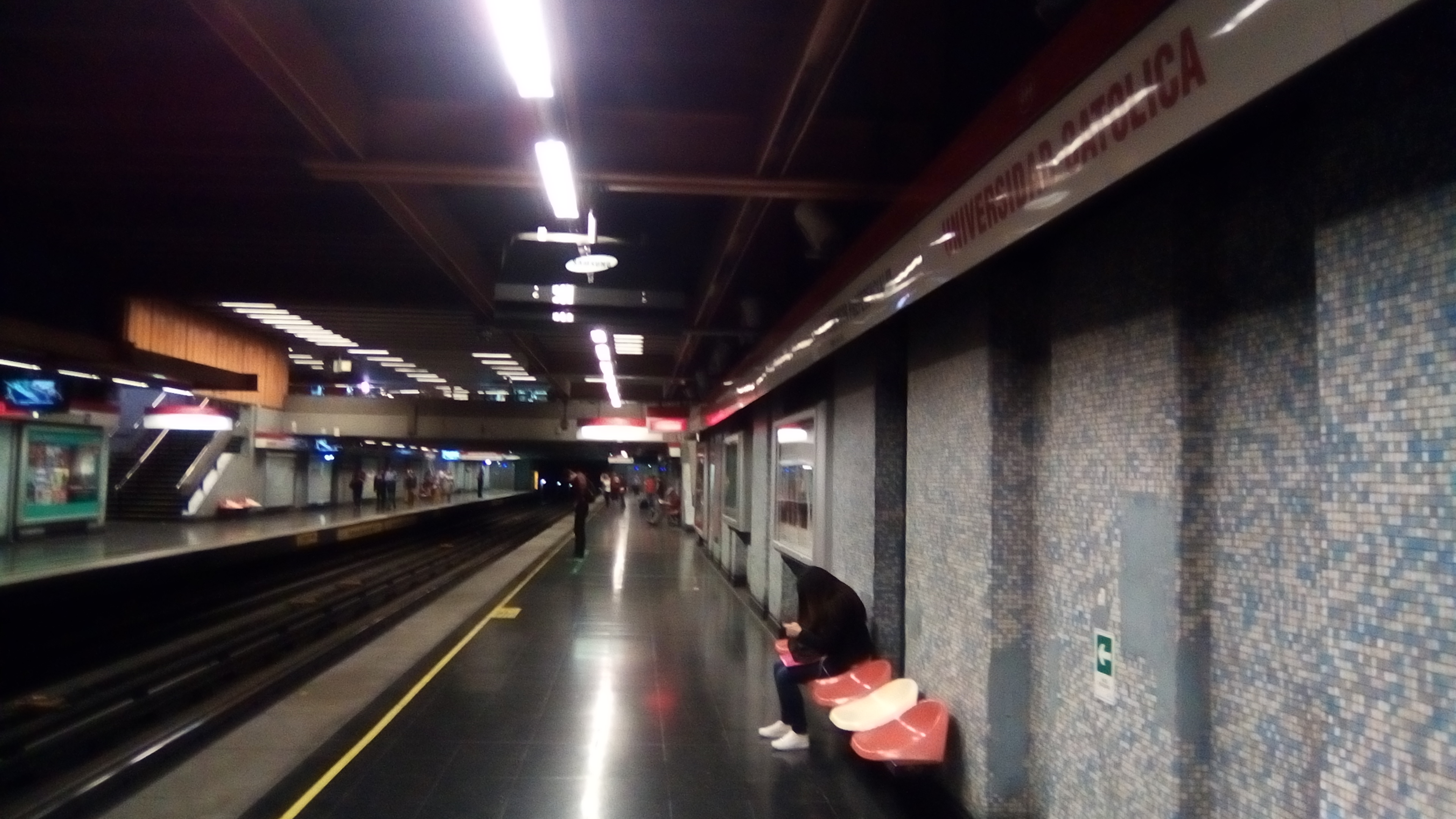
Andenes de la estación

## Conexión con Red Metropolitana de Movilidad
La estación posee 5 paraderos de la Red Metropolitana de Movilidad en sus alrededores (sin la existencia del paradero 5), los cuales corresponden a:
| Paradero/ Código                     | Recorridos |
| ------------------------------------ | --- |
| Parada 1 / Metro U. Católica (PA169) | 106 (Peñalolén) - 109n (Plaza Italia) - 210 (Puente Alto) - 210v (Av. México) - 303 (Plaza Italia) - 307 (Plaza Italia) - 307e (Plaza Italia) - 314 (Plaza Italia) - 315e (Plaza Italia) - 403 (La Reina) - 419 (Plaza Italia) - 422 (La Reina) - 423 (Plaza Italia) - 445c (Vitacura) - 481 (Plaza Italia) - 513 (José Arrieta) - B27 (Metro Salvador) - F30n (Bajos de Mena) |
| Parada 2 / Metro U. Católica (PA692) | 303 (Quilicura) - 345 (Lo Espejo) - 422 (Población Teniente Merino) - 518 (J.J. Pérez) |
| Parada 3 / Metro U. Católica (PA341) | 401 (Las Condes) - 405 (Cantagallo) - 406 (Cantagallo) - 407 (Las Condes) - 412 (La Reina) - 418 (Av. Tobalaba) - 421 (San Carlos de Apoquindo) - 426 (La Dehesa) - 432n (La Reina) - 516 (Las Parcelas) - 519 (Av. Grecia) - 541n (Colón) |
| Parada 4 / Metro U. Católica (PA42)  | 210 (Estación Central) - 210v (Estación Central) - 403 (Metro Santa Ana) - 406 (Pudahuel) - 407 (Enea) - 412 (Enea) - 418 (Enea) - 426 (Pudahuel) - 513 (El Montijo) - 516 (Pudahuel Sur) - 519 (Alameda) - B02n (El Barrero) - F30n (La Moneda) |
| Parada 6 / Metro U. Católica (PA41)  | 106 (Nueva San Martín) - 109n (Maipú) - 401 (Maipú) - 405 (Maipú) - 419 (Villa Los Héroes) - 421 (Maipú) - 423 (Nueva San Martín) - 432n (Maipú) - 445c (Centro) - 481 (Av. Portales) - 514 (Enea) - 541n (El Tranque) - B27 (Metro Vespucio Norte) |